# Diónysos (ville)
Pour les articles homonymes, voir Dionysos (homonymie).
Diónysos (en grec moderne : Διόνυσος) est une ville de la banlieue nord d’Athènes, sur le versant nord du Pentélique et sur le seuil qui sépare cette montagne du mont Parnès. L'autoroute d'Athènes à Thessalonique qui passe entre les deux massifs traverse la commune.

## Une banlieue à croissance rapide
Proche d'Ekáli (en) et de Politeia, elle est essentiellement résidentielle et attire une population relativement aisée.
L'urbanisation y est récente. La ville a commencé à s'accroitre réellement vers la fin des années 1980.

## Activités économiques

### Zone industrielle
Dans les districts d'Ágios Stéfanos, Ánixi et Kryonéri, une zone industrielle et commerciale est installée de part et d'autre de l'autoroute.

### Des carrières de marbre
La ville est connue pour ses antiques carrières de marbre dont certaines sont toujours exploitées. C'est en partie de là que provient le fameux marbre blanc qui a servi pour la construction du Parthénon. Du marbre de renommée internationale continue d'être extrait d'autres carrières situées sur la commune.

## Géographie administrative
Depuis le 1er janvier 2011, la ville appartient au district régional d'Attique de l'Est. Elle rassemble les sept anciens dèmes d'Ágios Stéfanos, Ánixi, Diónysos, Drosiá, Kryonéri, Rodópoli et Stamáta qui sont devenus les sept districts municipaux de la ville de Diónysos.

### Jumelages
- Rougemont-le-Château (France) depuis 2016. Diónysos est jumelée avec la ville de Rougemont-le-Château[1].